# Hoplopholcus minotaurinus
Hoplopholcus minotaurinus är en spindelart som beskrevs av Senglet 1971. Hoplopholcus minotaurinus ingår i släktet Hoplopholcus och familjen dallerspindlar. Inga underarter finns listade i Catalogue of Life.